# Vetenskapsåret 1867

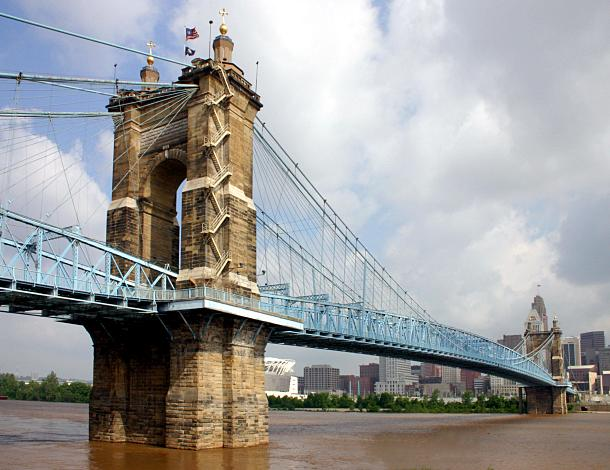
Världens längsta hängbro.

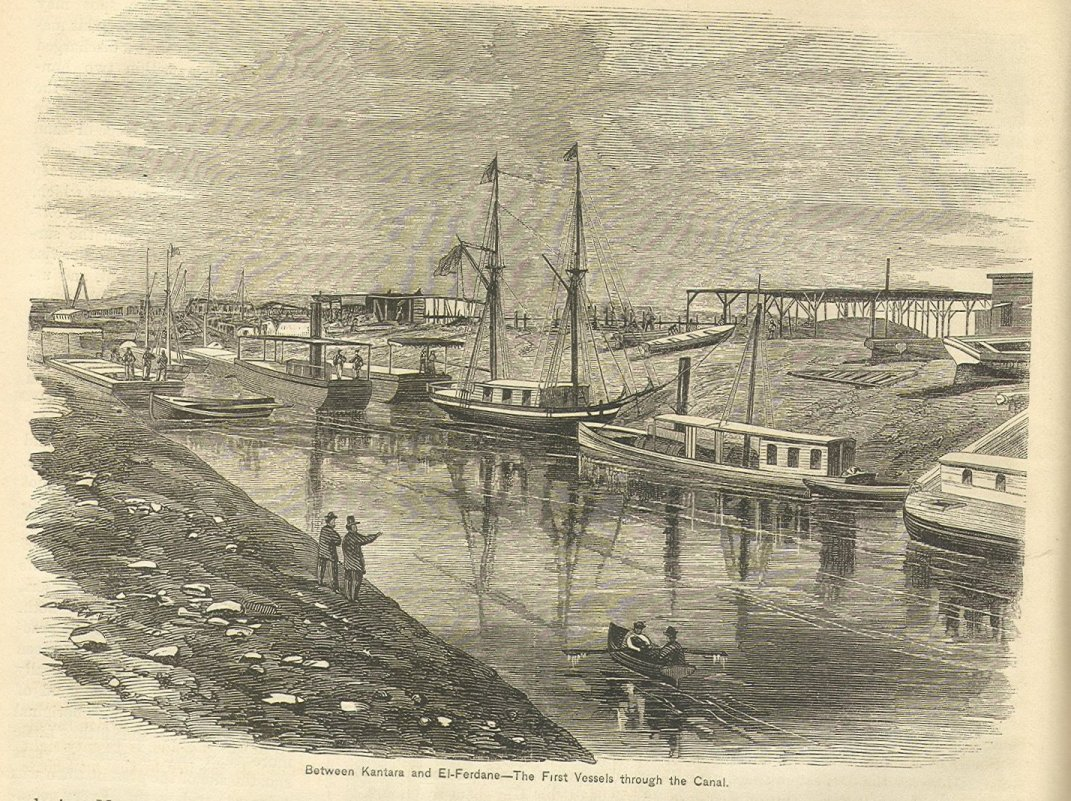
Suezkanalen tas i bruk.

## Händelser
- 1 januari - Mellan Cincinnati, Ohio och Covington, Kentucky öppnas John A. Roebling Suspension Bridge, då världens längsta hängbro och fortfarande i bruk.
- 17 februari - Det första fartyget passerar Suezkanalen.
- 16 mars - Joseph Lister publicerar i The Lancet den första uppsatsen om antiseptisk kirurgi.
- 1 april - Världsutställningen 1867 öppnas i Paris, med utställningslokaler på Marsfältet.
- 2 juli - USA:s första upphöjda järnväg tas i bruk i New York.
- 17 juli - USA:s första tandläkarskola öppnas vid Harvard i Boston, Massachusetts.
- En artesisk brunn öppnas vid Fountain Point, Michigan, och den sprutar än idag.
- Gula febern dödar 3 093 personer i New Orleans.
- Pierre Michaux uppfinner en framhjulsdriven velociped, den första massproducerade cykeln.
- Ärttörnen som inplanterats i Nya Zeeland sprider sig som ogräs.
- Karl Marx publicerar första delen av Das Kapital.

### Medicin
- 1 augusti - Akademiska sjukhuset i Uppsala invigs. [1]

## Pristagare
- Copleymedaljen: Karl Ernst von Baer, baltisk-tysk biolog.
- Wollastonmedaljen: George Poulett Scrope, brittisk geolog. [2]

## Födda
- 7 november - Marie Curie (död 1934), polsk-fransk fysiker och kemist, Nobelpristagare.
- 24 december - Axel Klinckowström (död 1936), svensk vetenskapsman, forskningsresande och författare.
- Vera Popova - (död 1896), rysk kemist.

## Avlidna
- 25 augusti - Michael Faraday (född 1791), brittisk fysiker och kemist.
- 22 december : Jean-Victor Poncelet, (född 1788), fransk matematiker.

### Fotnoter
1. ↑  Akademiska sjukhuset - Sjukhusets äldsta byggnad (läst 3 april 2011) Arkiverad 30 mars 2008 hämtat från the Wayback Machine.
2. ↑  ”Geological Society”. Arkiverad från originalet den 5 juni 2011. https://web.archive.org/web/20110605102217/http://www.geolsoc.org.uk/gsl/society/history/page750.html. Läst 13 april 2011.